# Cicones ussuriensis
Cicones ussuriensis is een keversoort uit de familie somberkevers (Zopheridae). De wetenschappelijke naam van de soort werd in 1978 gepubliceerd door Yablokov-Khnzoryan.